# Suuremõisa (Pühalepa)
Suuremõisa − wieś w Estonii, w prowincji Hiuma, w gminie Pühalepa.